# Estación Tezanos Pinto

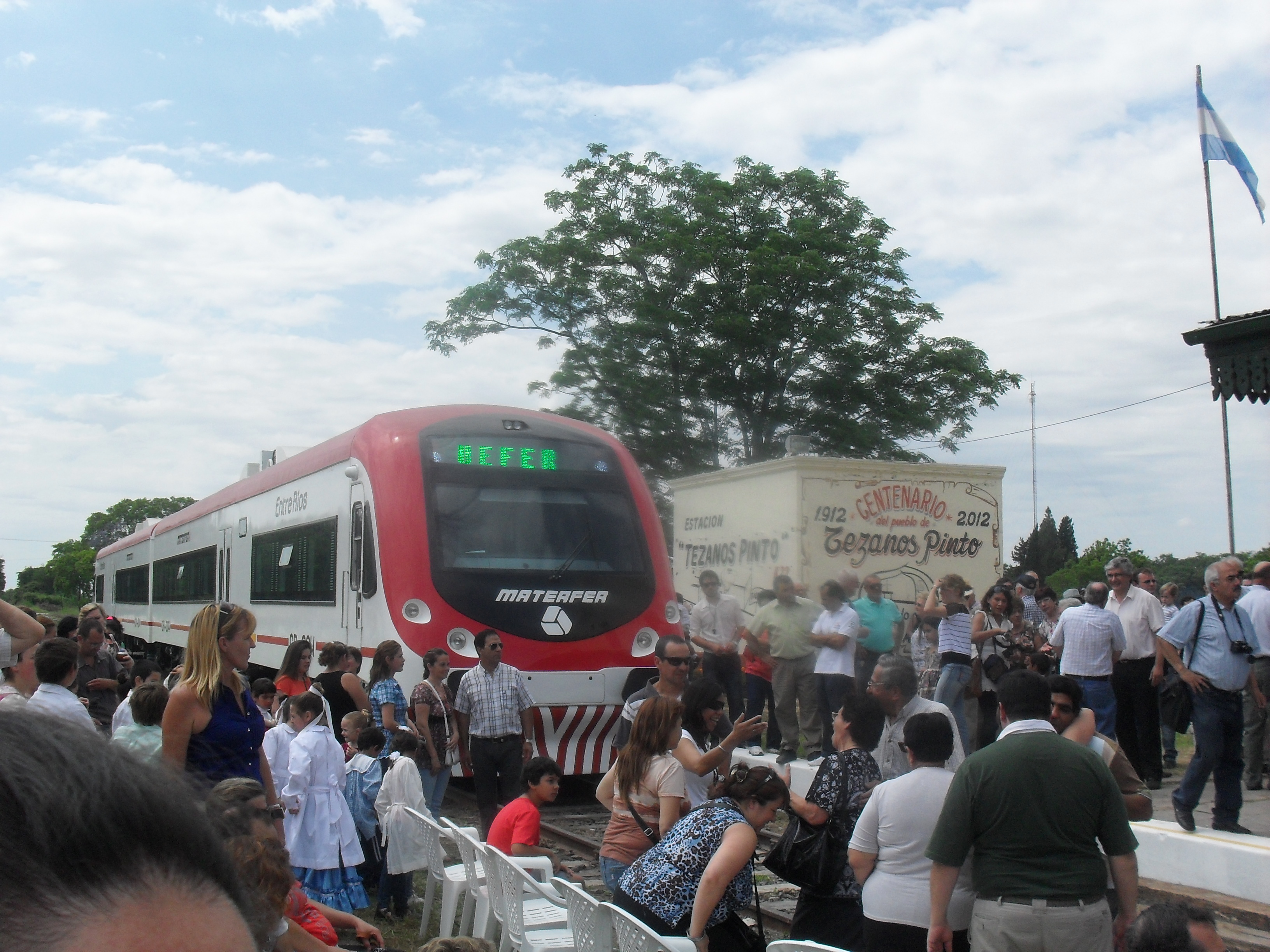
El tren actual junto con las personas del lugar.

Tezanos Pinto es una estación del Ferrocarril General Urquiza situada en la localidad de Argentina de igual nombre, en la provincia de Entre Ríos.
El 30 de junio de 1875 se habilitó la conexión ferroviaria a través de la línea del Ferrocarril Central Entrerriano que luego se integraría en el Ferrocarril General Urquiza con las ciudades de Paraná, Nogoyá y Rosario del Tala. El 20 de septiembre de 1890 fue habilitada la estación Juárez Celman en el km 22, que por decreto provincial de 21 de agosto de 1899 pasó a ser llamada Tezanos Pinto.
Durante el gobierno de Carlos Menem los ramales de Entre Ríos fueron abandonados. En 2002 el gobernador Sergio Montiel reacondiciona y pone en marcha los primeros ramales de la provincia. A partir de marzo de 2010 el tren volvió a unir Concepción del Uruguay y Paraná pasando por 24 localidades entrerrianas. El servicio cuenta con dos frecuencias semanales.
El 19 de diciembre de 2009 se realizó un viaje de prueba con la presencia del gobernador de la provincia Sergio Urribarri. 
Fue la primera vez en 18 años que vuelve a pasar el tren en la Estación Tezanos Pinto. En 2016 por decisión del nuevo  Ministro de transporte, Guillermo Dietrich, todos los ramales de Entre Ríos fueron cancelándose, primero los servicios locales de Paraná, fueron suspendidos en enero de 2016, el tren Paraná – Concepción del Uruguay, suspendido en febrero de ese año, y el servicio Basavilbaso – Villaguay, que dejó de circular en abril de 2016.